# Club Atlético de San Luis
El Club Atlético de San Luis es un equipo de fútbol profesional mexicano ubicado en San Luis Potosí, San Luis Potosí, que juega en la Primera División de México. Fue fundado el 28 de mayo de 2013, y tiene como sede el Estadio Alfonso Lastras Ramírez.
Los colores que identifican al club son el rojo y blanco debido a la relación con el Atlético de Madrid, así como también el azul y dorado, colores que se encuentran en el escudo de armas de la ciudad de San Luis Potosí.

## Historia

### Inicios
El 28 de mayo de 2013, se anunció el cambio de sede del San Luis Fútbol Club a Chiapas, motivo que dejaría a la ciudad de San Luis Potosí sin un equipo de fútbol profesional. Ese mismo día Jacobo Payán Latuff, dueño del Estadio Alfonso Lastras Ramírez y uno de los empresarios más importantes de este estado, adquirió la franquicia de los Tiburones Rojos de Veracruz y la trasladó a San Luis Potosí, de esta forma nació el Atlético San Luis.
El Apertura 2013 fue su primer torneo en la Liga de Ascenso MX, en el cual lograron acceder a su primera liguilla terminando el Torneo Regular en el séptimo lugar de la Tabla General, para posteriormente ser eliminados por el Necaxa en los cuartos de final. El partido de ida se llevó a cabo en el Estadio Alfonso Lastras Ramírez con marcador de 2-0 a favor del conjunto necaxista, y el de vuelta en el estadio Victoria con marcador de 2-0 a favor del Necaxa, y así el Atlético San Luis quedaba eliminado por un global de 4-0.
El Clausura 2015 fue un gran torneo para el Atlético San Luis, ya que terminó como líder general del torneo con 24 puntos dándole el privilegio de acceder directamente a las semifinales del torneo. Ya en la liguilla, el Atlético San Luis se enfrentó a los Correcaminos en las semifinales, el partido de ida se efectuó en Tamaulipas con marcador 2-0 en favor de los locales. La vuelta se jugó en un lleno y pletórico Estadio Alfonso Lastras Ramírez volcado en favor de su equipo, el marcador fue de 2-0 favorable para los locales, empatando el global en la serie 2-2, pero la mejor posición en la tabla le otorgó el pase a la final del torneo a los potosinos. Fue así como el Atlético San Luis lograba acceder a su primera final en su corta historia, el rival a enfrentar fueron el sublíderes del torneo los Dorados de Sinaloa. La ida se jugó el 2 de mayo en el estadio Banorte de Sinaloa donde los locales lograron una ventaja importante de 3-0, dejando una losa muy pesada de revertir para el partido de vuelta, sin embargo a la afición potosina eso no le importó y confiada de que se podía revertir el marcador, se dio cita en Estadio Alfonso Lastras Ramírez el 9 de mayo para apoyar con todo a su equipo, desafortunadamente a pesar del apoyo de la afición durante todo el partido y del esfuerzo del equipo, no se pudo revertir el marcador finalizando el encuentro 1-0 en favor de los potosinos y 1-3 en el marcador global, obteniendo así el subcampeonato del torneo.
El 25 de mayo de 2016, se anunció a través de Enrique Bonilla, presidente de la Liga MX, que se recibió un petición de parte de los empresarios potosinos encargados del equipo y dueños del estadio para utilizar la ciudad de San Luis Potosí para la sede de una franquicia de la Primera División de México, la cual se presumía eran los Jaguares de Chiapas. Días después se anunció que las negociaciones no se concretaron, por este motivo, y debido a que los cupos para jugar en la Liga de Ascenso ya estaban llenos, el equipo no participó la temporada 2016-17 en ninguna categoría del fútbol mexicano y la franquicia fue resguardada por la FMF.

### Participación del Atlético de Madrid
En junio de 2016, directivos del Club Atlético de Madrid tuvieron contacto con los propietarios del equipo y el gobernador del estado al ser San Luis una de las tres ciudades con posibilidades de albergar un equipo capaz de ser filial de la institución española. En noviembre, surgió el rumor de que el Atlético de Madrid deseaba comprar la franquicia de los Jaguares de Chiapas y trasladarla a San Luis Potosí, lo cual fue desmentido poco después. En diciembre, se confirmó que los directivos de los "colchoneros" llevaban meses en conversaciones con los dueños de San Luis y el gobernador del estado para adquirir cierto porcentaje de la franquicia, mientras que en enero de 2017, Enrique Cerezo, presidente colchonero, confirmó que se encontraba intentando cerrar y formalizar un acuerdo con el San Luis. En febrero, Miguel Ángel Gil Marín, director general del Atlético de Madrid, visitó México para presentar el proyecto con el cual trabajarían junto al Atlético San Luis, el cual fue autorizado y la franquicia fue puesta a disposición de los españoles. En marzo, la Junta General de Accionistas del Atlético de Madrid aprobó la creación de una filial en el extranjero y se hizo oficial el acuerdo para tener la franquicia de San Luis, en donde se determinó que los porcentajes de participación serían de un 51% para Atlético de Madrid, 30% para la familia Payán y 19% para grupos de inversionista.
A inicios de abril de 2017, se anunció la llegada de Luis Torres Septién como director general y del español Alberto Marrero Díaz como presidente, quienes fueron los encargados de armar la estructura deportiva del equipo, mientras que a finales de mes se confirmó que el equipo llevaría el nombre de Atlético de San Luis, además, se anunció que la sociedad que lo administraría tendrá como razón social Club Atlético Madrid del Potosí S.A. de C.V., por lo anterior es que la fecha de inicio de operaciones del club, 24 de abril de 2017, se toma como fecha de aniversario y nacimiento, como tal del Atlético de San Luis. El 4 de mayo se anunció a Salvador Reyes de la Peña como el nuevo entrenador del equipo.
El 22 de julio se produjo el debut de la nueva etapa del equipo en el Torneo Apertura 2017, fue en el Estadio Tecnológico de Oaxaca con una derrota por 1 - 2 ante el conjunto de los Alebrijes, seis días más tarde, el 28 del mismo mes, se dio la presentación del conjunto en el Estadio Alfonso Lastras con una victoria por 2 - 0 sobre los Bravos de Juárez. El cuadro potosino se mantuvo en puestos de clasificación a la liguilla desde la jornada 2 hasta la 12, cuando tras una baja de juego caería de la zona de liguilla, finalizando el torneo en la posición número 11 con 21 puntos, producto de cinco victorias, seis empates y cuatro derrotas, quedando a una unidad de los puestos eliminatorios. Tras las eliminación, Reyes de la Peña fue despedido.
Con el objetivo de conseguir el ascenso en el Torneo Clausura 2018, se contrató al exfutbolista español José Francisco Molina como director técnico, ya que Molina había pasado previamente por el Atlético de Kolkata de la India, conjunto que tuvo vinculación con el Atlético de Madrid hasta 2017. Además, se contrató al centrocampista maliense-francés Mohamed Sissoko, quien tuvo experiencia en distintos clubes europeos.
El 5 de enero de 2018, el equipo inició el nuevo torneo cayendo como local ante los Alebrijes por 0 - 2, consiguiendo su primera victoria hasta la jornada 6 luego de derrotar por 1 - 0 a los Murciélagos. El 18 de febrero, tras haber disputado ocho juegos, Molina fue cesado del cargo, pues el club únicamente había conseguido 4 de 24 puntos posibles, además de encontrarse en problemas de descenso debido al cociente volátil del equipo, junto con el director deportivo Luis Torres Septién Warren. El 19 de enero se anunció la llegada de Alfonso Sosa a la dirección técnica del cuadro potosino.

#### Bicampeonato y ascenso a Primera División
En el torneo Apertura 2018, el equipo terminó en la quinta posición con 23 puntos. En la liguilla el Atlético de San Luis enfrentó a los Cimarrones de Sonora en cuartos de final, el partido de ida se efectuó en el Estadio Alfonso Lastras Ramírez con marcador de 0-0. La vuelta se realizó en el Estadio Héroe de Nacozari con marcador de 1-3 en favor del conjunto potosino, accediendo así a semifinales con un marcador global de 3-1. En las semifinales el equipo enfrentó a los Potros de Hierro del Atlante, el juego de ida en el Estadio Alfonso Lastras Ramírez, el conjunto potosino venció a los Potros con un contundente marcador de 3-0. En la vuelta los locales vencieron por un marcador de 2-0, aunque el Atlético de San Luis avanzó con marcador global de 3-2. Ya en la gran final, el Atlético de San Luis enfrentó a los Dorados de Sinaloa, en una revancha de la final del 2015. En el partido de ida, el cuadro sinaloense se impuso por marcador de 1-0. Ya para la vuelta, el equipo potosino remontó tras ir perdiendo dos veces, y logró el triunfo en los tiempos extras, por marcador global de 4-3, consiguiendo así su primer título en el Ascenso MX y medio boleto para ascender a la Liga Bancomer MX.
El 5 de mayo de 2019, el Atlético de San Luis consiguió el ascenso a la Liga Bancomer MX, luego de coronarse bicampeón invicto en el Clausura 2019 en una final repetida contra Dorados de Sinaloa por global de 2-1 en la prórroga. Gracias al gol de Unai Bilbao, se logró el objetivo de tener un equipo de fútbol de la Primera División de México en San Luis Potosí.

#### Primera División
El 20 de julio de 2019, se presentó el debut del cuadro potosino en la Primera División de México, en su primer partido, el Atlético fue derrotado por los Pumas de la UNAM, con marcador de 0-2. Una semana después, el 28 de julio el club obtuvo su primera victoria al derrotar por 1-0 al Monterrey.
El 4 de septiembre de 2019, Alfonso Sosa fue destituido del club por problemas extracancha, en su lugar fue contratado Gustavo Matosas, quien llegó proveniente de la Selección de Costa Rica. Sin embargo, Matosas permanecería en el cargo menos de dos meses, debido a que el 27 de octubre de 2019 fue despedido como consecuencia de un escándalo de corrupción que involucró al estratega. Luis Francisco García Llamas finalizó el torneo Apertura 2019 en calidad de interino, luego de tres entrenadores, el club finalizó su primer certamen en el lugar 15 con 20 puntos producto de 6 victorias, 2 empates y 10 derrotas, al finalizar el torneo, los Tiburones Rojos de Veracruz fueron desafiliados de la Liga MX y por lo tanto se eliminó cualquier problema de descenso para el conjunto potosino.
Para el Clausura 2020, el Atlético de San Luis contrató a Memo Vázquez Jr. como su nuevo estratega. En esta edición, el club solamente disputó 10 partidos debido a que el torneo fue cancelado como consecuencia de la pandemia de COVID-19, con estos juegos, el cuadro se encontraba en el lugar 13 de la tabla general con 13 puntos producto de tres victorias, cuatro empates y tres derrotas, estos números permitieron que Vázquez pudiera continuar en el cargo cuando se reanudara la Liga MX.
Durante la pausa obligada por la pandemia, se eliminó el descenso de categoría en la Primera División, ya que se presentó una remodelación de la categoría de plata del fútbol mexicano, la cual pasó a convertirse en una liga de desarrollo. Sin embargo, se estableció un sistema de multas cuyo pago sería repartido entre los tres últimos lugares de la tabla de cocientes, por lo que el equipo que finalizara en la última posición de la anterior tabla de descenso se vería obligado a pagar una multa de 120 millones de pesos para contribuir a la economía de los equipos de la nueva competición llamada Liga de Expansión. Por lo que el Atlético de San Luis se vio involucrado en la lucha por eludir ese pago junto con los equipos Atlas y FC Juárez, y en menor medida con clubes como el Tijuana, el Mazatlán FC y el Querétaro. 
Para el Guard1anes 2020, tercer torneo del San Luis en la Primera División, la directiva decidió mantener a Memo Vázquez en la dirección técnica para evitar problemas en la tabla de cocientes. Sin embargo, el 30 de octubre se despidió al entrenador por los malos resultados del club, y de nuevo Luis Francisco García fue elegido para finalizar el torneo, al término del certamen, el Atlético se colocó en la última posición general con 11 puntos conseguidos con tres victorias y dos empates. Debido a estos resultados, el equipo se metió de lleno en la lucha por no quedar en el último lugar de la tabla de cocientes y verse obligados a pagar los 120 millones de multa.
En el siguiente torneo, la directiva apostó por el entrenador uruguayo Leonel Rocco para tratar de salvar al club de sus problemas porcentuales. Sin embargo, el entrenador comenzó con dos derrotas consecutivas ante el América y el Necaxa, finalmente, en la jornada 3 consiguió su primera victoria por 3-1 ante el Club Deportivo Guadalajara. No obstante, a pesar de la primera victoria los resultados del equipo continuaron siendo malos mientras que el Atlas, rival directo por pagar la multa de 120 millones, mostraba una mejoría en sus resultados y recortaba la distancia en la tabla de cocientes, a partir de la jornada 13 el Atlético se colocó en el último lugar de la tabla porcentual. Finalmente, el 29 de abril de 2021 el Atlético de San Luis debía recibir al Pachuca con la obligación de ganar y esperar una derrota de los Rojinegros para evitar la última posición de cocientes, sin embargo, el equipo fue derrotado por 1-5 ante los Tuzos lo que condenó al San Luis a pagar los 120 millones de pesos, y al día siguiente Rocco fue cesado de su cargo.
Al finalizar la temporada 2020-2021, el club recibió una oferta de compra por parte de un grupo inversor encabezado por el publicista Carlos Alazraki con el objetivo de convertir al equipo en la versión real del Club de Cuervos, incluso el movimiento recibió la aprobación por parte de la Liga MX para llevarse a cabo. Sin embargo, finalmente las negociaciones entre ambas partes fracasaron, por lo que se mantuvo el Atlético de San Luis como tal.
Tras el fracaso de la venta del club se continuó con el proyecto, por lo que para el Apertura 2021 el Atlético contrató al entrenador uruguayo Marcelo Méndez Russo, bajo el mando de este técnico el equipo finalizó en el lugar 12 de la tabla general con 20 puntos producto de cuatro victorias, ocho empates y cinco derrotas, estos números permitieron que el cuadro potosino se clasificara al repechaje, por lo que se alcanzó la liguilla de la Liga MX por primera ocasión. Sin embargo, en la reclasificación el San Luis fue eliminado por el Santos con un marcador de 2-0. Además, en ese torneo un jugador del Atlético de San Luis consiguió el título de goleo del torneo, se trató del delantero argentino Germán Berterame, quien anotó nueve tantos durante el certamen y compartió el premio con el uruguayo Nicolás Federico López.
En el Clausura 2022, el equipo tuvo un mal inicio, por lo que Marcelo Méndez fue despedido luego de encadenar tres derrotas en el mismo número de jornadas. Como relevo se contrató al estratega brasileño André Jardine, quien consiguió el oro en los Juegos Olímpicos de Tokio 2020 con la selección brasileña Sub-23. Jardine logró mejorar el rumbo del equipo y finalizó el certamen en el décimo lugar con 23 puntos, por lo que el equipo alcanzó el repechaje por segundo torneo consecutivo. En la reclasificación el San Luis dio la sorpresa al eliminar al Monterrey en penales tras empatar a dos goles en el tiempo regular y conseguir su entrada en cuartos de final por primera en la historia del equipo. Sin embargo, en esa etapa el Atlético fue eliminado por el Pachuca con un global de 5-4 en una eliminatoria que fue decidida en los últimos minutos del partido de vuelta, por lo que el cuadro rojiblanco dejó una buena impresión.
Para el Apertura 2022, el equipo se quedó a un punto de volver a clasificarse para el repechaje tras haber conseguido 18 puntos y finalizar en el lugar 13 de la tabla general. Antes de comenzar el siguiente certamen, André Jardine abandonó a la escuadra potosina tras ser contratado como nuevo entrenador del América, su lugar en el Atlético de San Luis fue ocupado por Gustavo Leal, quien se había desempeñado como auxiliar técnico en la etapa de Jardine.

## Estadio

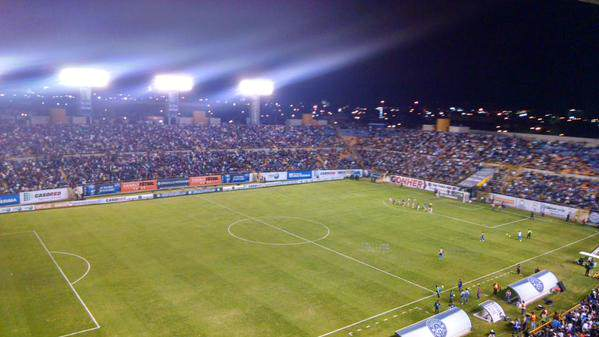
El Estadio Alfonso Lastras Ramírez durante un partido entre Atlético de San Luis vs Querétaro en la Copa MX Clausura 2015.

El Estadio Alfonso Lastras Ramírez es el campo del Atlético de San Luis. Fue inaugurado el 25 de mayo de 1999. Cuenta con un aforo para 25 000 espectadores.
Su nombre es en honor al rector de la Universidad Autónoma de San Luis Potosí (1986-1995) Alfonso Lastras Ramírez, recordado por sus grandes esfuerzos para apoyar al deporte potosino y por ser cofundador de los Cachorros del Atlético Potosino, uno de los primeros clubes de fútbol de la ciudad.

### Instalaciones
- 5 rampas de acceso (2 en cada cabecera y una en zona vip).
- Escaleras eléctricas para la zona de palcos.
- Iluminación.
- Baños.
- Butacas en todo el estadio.
- Vestidores para los 2 equipos.
- Gimnasio.
- Estacionamiento para zona vip y cabecera sur.
- 3 pisos de palcos (uno aún en construcción).
- Palcos de transmisión.
- Área especial de trabajo en la zona preferente con internet inalámbrico para los medios de comunicación.
- Una pequeña zona comercial la cual consta de una tienda que vende productos oficiales del equipo y tiendas de comida.
- Una pequeña zona universitaria con boletos accesibles para estudiantes

En el 2005, fue sede de un encuentro de eliminatoria mundialista rumbo a la Copa Mundial de Fútbol de 2006, en el que la selección de México venció a su similar de Guatemala por marcador de 5-2. En el 2007 fue sede de otro encuentro internacional de carácter amistoso, donde el combinado mexicano goleó 4-0 a la selección de Irán.
Nuevamente en 2017, fue sede de un partido de eliminatoria mundialista rumbo a la Copa Mundial de Fútbol de 2018 contra Trinidad y Tobago siendo el marcador fue de 3-1 en favor de los mexicanos.

## Uniforme

### Uniformes actuales
- Uniforme local: Camiseta roja con rayas verticales blancas, pantalón azul marino y medias rojas.
- Uniforme visitante: Camiseta azul marino y dorada, pantalón blanco y medias doradas con rayas azules.
- Uniforme alternativo: Camiseta azul marino, pantalón blanco y medias azul marino.

| Primer Uniforme | Segundo Uniforme | Tercer Uniforme |

### Uniformes anteriores
| Uniformes Anteriores | Uniformes Anteriores | Uniformes Anteriores | Uniformes Anteriores | Uniformes Anteriores | Uniformes Anteriores | Uniformes Anteriores | Uniformes Anteriores | Uniformes Anteriores | Uniformes Anteriores | Uniformes Anteriores | Uniformes Anteriores |
| -------------------- | -------------------- | -------------------- | -------------------- | -------------------- | -------------------- | -------------------- | -------------------- | -------------------- | -------------------- | -------------------- | -------------------- |
| 2023-2024            |                      |                      |                      |                      |                      |                      |                      |                      |                      |                      |                      |
| Primer Uniforme      | Segundo Uniforme     | Tercer Uniforme      | Uniforme Especial    |                      |                      |                      |                      |                      |                      |                      |                      |
| 2022-2023            |                      |                      |                      |                      |                      |                      |                      |                      |                      |                      |                      |
| Primer Uniforme      | Segundo Uniforme     | Tercer Uniforme      | Uniforme Especial    |                      |                      |                      |                      |                      |                      |                      |                      |
| 2021-2022            |                      |                      |                      |                      |                      |                      |                      |                      |                      |                      |                      |
| Primer Uniforme      | Segundo Uniforme     | Tercer Uniforme      |                      |                      |                      |                      |                      |                      |                      |                      |                      |
| 2020-2021            |                      |                      |                      |                      |                      |                      |                      |                      |                      |                      |                      |
| Primer Uniforme      | Segundo Uniforme     | Tercer Uniforme      |                      |                      |                      |                      |                      |                      |                      |                      |                      |
| 2019-2020            |                      |                      |                      |                      |                      |                      |                      |                      |                      |                      |                      |
| Primer Uniforme      | Segundo Uniforme     | Tercer Uniforme      |                      |                      |                      |                      |                      |                      |                      |                      |                      |
| 2018-2019            |                      |                      |                      |                      |                      |                      |                      |                      |                      |                      |                      |
| Primer Uniforme      | Segundo Uniforme     |                      |                      |                      |                      |                      |                      |                      |                      |                      |                      |
| 2017-2018            |                      |                      |                      |                      |                      |                      |                      |                      |                      |                      |                      |
| Primer Uniforme      | Segundo Uniforme     | Tercer Uniforme      |                      |                      |                      |                      |                      |                      |                      |                      |                      |
| 2015-2016            |                      |                      |                      |                      |                      |                      |                      |                      |                      |                      |                      |
| Primer Uniforme      | Segundo Uniforme     | Tercer Uniforme      |                      |                      |                      |                      |                      |                      |                      |                      |                      |
| 2014-2015            |                      |                      |                      |                      |                      |                      |                      |                      |                      |                      |                      |
| Primer Uniforme      | Segundo Uniforme     | Tercer Uniforme      |                      |                      |                      |                      |                      |                      |                      |                      |                      |
| 2013-2014            |                      |                      |                      |                      |                      |                      |                      |                      |                      |                      |                      |
| Primer Uniforme      | Segundo Uniforme     |                      |                      |                      |                      |                      |                      |                      |                      |                      |                      |

A continuación se enumeran en orden cronológico el fabricante de las indumentarias y los patrocinadores principales del club:
| Indumentaria |           |
| \| Periodo \| Proveedor \| \| ------------- \| --------- \| \| 2013 - 2014 \| Kappa \| \| 2014 - 2016 \| Charly \| \| 2017 - 2018 \| Nike \| \| 2018 - 2019 \| Joma \| \| 2019-2022 \| Pirma \| \| 2022-presente \| sporelli \| |           |
| Periodo | Proveedor |
| 2013 - 2014 | Kappa     |
| 2014 - 2016 | Charly    |
| 2017 - 2018 | Nike      |
| 2018 - 2019 | Joma      |
| 2019-2022 | Pirma     |
| 2022-presente | sporelli  |

| Patrocinadores |                        |
| \| Periodo \| Patrocinador principal \| \| --------------- \| ---------------------- \| \| 2013 - 2015 \| Boing! \| \| 2015 - 2016 \| Maz Tiempo \| \| 2017 - Presente \| Canel's \| |                        |
| Periodo | Patrocinador principal |
| 2013 - 2015 | Boing!                 |
| 2015 - 2016 | Maz Tiempo             |
| 2017 - Presente | Canel's                |

## Jugadores

### Plantilla y cuerpo técnico
- De acuerdo con los reglamentos vigentes, de competencia de la Liga MX (2025-26) y de participación por formación de la FMF (2021), los equipos de la primera división están limitados a tener registrados en sus planteles un máximo de nueve jugadores no formados en México (NFM), de los cuales solo ocho pueden ser convocados por partido y únicamente siete podrán tener participación. Esta categoría de registro, no solo incluye a los extranjeros, sino también a los mexicanos por naturalización. Los jugadores que obtengan su carta de naturalización durante el torneo, permanecerán con el registro de su nacionalidad de origen hasta el certamen siguiente; no obstante, si un jugador naturalizado participa de un partido de competencia oficial con la selección mexicana, podrá ser registrado como «formado en México» para la campaña siguiente.[53][54]
- En virtud de lo anterior, la nacionalidad expuesta aquí, corresponde a la del registro formal ante la liga, indistintamente de otros criterios como doble nacionalidad, la mencionada naturalización o la representación de un seleccionado nacional distinto al del origen registrado.
- En cumplimiento de lo dispuesto por el artículo 28 del reglamento de competencia, los clubes deberán acumular un mínimo de 1170 minutos jugados por elementos formados en México (FM), nacidos a partir del 1 de enero de 2003; para ello, y de conformidad con los artículos 8, 9 y 10, podrán utilizar jugadores de sus equipos de categorías menores que participan en las Ligas de Fuerzas Básicas; o en caso de tenerlas, de sus filiales de Liga de Expansión, Liga Premier y Liga TDP. Todo lo anterior con el formato de «carnet único», es decir, la autorización formal de la FMF para jugar en todos los equipos ligados a la misma institución. Por lo cual, para los efectos de esta tabla, solo aparecerán los jugadores registrados en la fuente principal (sitio oficial de la Liga MX) para el primer equipo, y no aquellos que en el lapso del certamen disputen partidos para cumplir la regla de menores, sin estar inscritos en el plantel principal.[55]

### Altas y bajas: Apertura 2025
| Altas             | Altas         | Altas                             | Altas           | Altas |
| Jugador           | Posición      | Procedencia                       | Tipo            |       |
| ----------------- | ------------- | --------------------------------- | --------------- | ----- |
| Carlos Rodas      | Portero       | Club de Fútbol Pachuca            | Traspaso        |       |
| Gibrán Lajud      | Portero       | Asociación Deportiva Guanacasteca | Libre           |       |
| João Pedro        | Defensa       | Hull City                         | Traspaso        |       |
| Juanpe Ramírez    | Defensa       | Girona Fútbol Club                | Traspaso        |       |
| Javier Suárez     | Defensa       | Club de Fútbol Cruz Azul          | Préstamo        |       |
| Fidel Barajas     | Mediocampista | D.C. United                       | Préstamo        |       |
| Jahaziel Marchand | Mediocampista | Leones Negros de la UDG           | Préstamo        |       |
| Jesús González    | Delantero     | Club Sport Herediano              | Fin de préstamo |       |
| Cristian Mares    | Delantero     | Club Puebla                       | Traspaso        |       |

| Bajas        | Bajas     | Bajas           | Bajas                | Bajas |
| Jugador      | Posición  | Destino         | Tipo                 |       |
| ------------ | --------- | --------------- | -------------------- | ----- |
| Jhon Murillo | Delantero | América de Cali | Recisión de contrato |       |
| Léo Bonatini | Delantero | Bandera de ?    | Recisión de contrato |       |
| Vitinho      | Delantero | Club Tijuana    | Traspaso             |       |

### Máximos goleadores
| Jugador          | Competencia                | Temporada            | Goles |
| ---------------- | -------------------------- | -------------------- | ----- |
| Leandro Carrijó  | Liga de Ascenso de México  | Clausura 2015        | 10    |
| Nicolás Ibáñez   | Liga de Ascenso de México  | Apertura 2018        | 8     |
| Nicolás Ibáñez   | Liga de Ascenso de México  | Clausura 2019        | 11    |
| Germán Berterame | Primera División de México | Torneo Apertura 2021 | 9     |

| Jugador          | Goles |
| ---------------- | ----- |
| Nicolás Ibáñez   | 57    |
| Germán Berterame | 31    |
| Juan Castro      | 19    |
| Othoniel Arce    | 18    |
| Leandro Carrijó  | 16    |
| Ian González     | 13    |
| Léo Bonatini     | 12    |

## Entrenadores
| Nombre                              | Torneo                                                         | PD | G  | E  | P  | Nota |
| ----------------------------------- | -------------------------------------------------------------- | -- | -- | -- | -- | --- |
| Miguel Fuentes                      | Apertura 2013 Clausura 2014                                    | 42 | 9  | 14 | 19 | 7° lugar en la tabla (Apertura 2013, 22 Pts), 12° lugar en la tabla (Clausura 2014, 15 Pts) |
| Flavio Davino                       | Apertura 2014                                                  | 19 | 7  | 5  | 7  | 9° lugar en la tabla (Apertura 2014, 17 Pts) |
| Raúl Arias                          | Clausura 2015 Apertura 2015                                    | 44 | 20 | 6  | 18 | Subcampeón de liga, 1° lugar en la tabla (Clausura 2015, 24 Pts), 9° lugar en la tabla (Apertura 2015, 21 Pts)                                                                                            |
| Carlos Bustos                       | Clausura 2016                                                  | 23 | 7  | 5  | 11 | 15° lugar en la tabla (Clausura 2016, 11 Pts) |
| Salvador Reyes de la Peña           | Apertura 2017                                                  | 15 | 5  | 6  | 4  | 11° Lugar en la tabla (Apertura 2017, 21 Pts) |
| Francisco Molina                    | Clausura 2018                                                  | 8  | 1  | 1  | 6  | 16.º Lugar en la tabla (Clausura 2018, 4 Pts) |
| Alfonso Sosa                        | Clausura 2018 Apertura 2018 Clausura 2019 Torneo Apertura 2019 | 66 | 33 | 20 | 13 | 10° Lugar en la tabla (Clausura 2018, 20 Pts), 5° Lugar en la tabla (Apertura 2018, 23 Pts, Campeón), 1° Lugar en la tabla (Clausura 2019, 28 Pts Campeón), 14° lugar en la tabla (Apertura 2019, 11 Pts) |
| Gustavo Matosas                     | Torneo Apertura 2019                                           | 8  | 2  | 0  | 6  | |
| Luis García Llamas (Interino)       | Torneo Apertura 2019                                           | 4  | 1  | 0  | 3  | 15° lugar en la tabla (Apertura 2019, 20 Pts) |
| Guillermo Vázquez                   | Torneo Clausura 2020 Torneo Guard1anes 2020                    | 28 | 6  | 6  | 16 | 13° lugar en la tabla (Clausura 2020, 13 Pts) 18° lugar en la tabla (Guard1anes 2020, 11 Pts) |
| Luis García Llamas (Interino)       | Torneo Guard1anes 2020                                         | 1  | 0  | 0  | 1  | 18° lugar en la tabla (Apertura 2020, 11 Pts) |
| Leonel Rocco                        | Guard1anes Clausura 2021                                       | 17 | 3  | 3  | 11 | 17.º lugar en la tabla (Guardianes Clausura 2021, 12 Pts) |
| Marcelo Méndez Russo                | Apertura 2021 Clausura 2022                                    | 21 | 4  | 8  | 9  | 12.º lugar en la tabla (Apertura 2021, 20 Pts), 18.º lugar en la tabla (Clausura 2022, 0 Pts) |
| André Jardine                       | Clausura 2022 Apertura 2022 Clausura 2023                      | 54 | 19 | 13 | 22 | 10.º lugar en la tabla (Clausura 2022, 23 pts) cuartos de final, 13.º lugar en la tabla (Apertura 2022, 18 pts), 12.º lugar en la tabla (Clausura 2023, 19 pts) cuartos de final                          |
| Gustavo Leal (entrenador de fútbol) | Apertura 2023 Clausura 2024                                    | 41 | 15 | 4  | 22 | 7.º Lugar en la tabla (Apertura 2023, 23 Pts) Semifinal, 13.º Lugar en la tabla (Clausura 2024, 16 Pts)                                                                                                   |
| Domènec Torrent                     | Apertura 2024 Clausura 2025                                    | 40 | 17 | 5  | 18 | 6.º Lugar en la tabla (Apertura 2024, 30 Pts) Semifinal, 15.º Lugar en la tabla (Clausura 2025, 15 Pts)                                                                                                   |
| Guillermo Abascal                   | Apertura 2025                                                  | 2  | 1  | 0  | 1  | |

## Presidentes
- 2013-2016: Jacobo Payán Espinoza
- 2016-2017: Eduardo Velázquez
- 2017-2023: Alberto Marrero
- 2023-presente: Jacobo Payán Espinoza

## Palmarés
Torneos oficiales
| Competición nacional     | Títulos                      | Subcampeonatos |
| ------------------------ | ---------------------------- | -------------- |
| Ascenso MX (2/1)         | Apertura 2018, Clausura 2019 | Clausura 2015  |
| Campeón de Ascenso (1/0) | 2018-19                      |                |

Torneos nacionales amistosos
- Subcampeón de la Copa Zacatecas (0/1): 2015.

## Temporadas
| Temporada       | División     | Posición          | Copa             |
| --------------- | ------------ | ----------------- | ---------------- |
| Apertura 2013   | 2.Ascenso MX | 7.º (Cuartos)     | Grupos           |
| Clausura 2014   | 2.Ascenso MX | 12.º              | Grupos           |
| Apertura 2014   | 2.Ascenso MX | 9.º               | Grupos           |
| Clausura 2015   | 2.Ascenso MX | 1.º (Subcampeón)  | Grupos           |
| Apertura 2015   | 2.Ascenso MX | 9.º               | Grupos           |
| Clausura 2016   | 2.Ascenso MX | 15.º              | Semifinales      |
| Apertura 2017   | 2.Ascenso MX | 11.º              | No participó     |
| Clausura 2018   | 2.Ascenso MX | 10.º              | Grupos           |
| Apertura 2018   | 2.Ascenso MX | 5.º (Campeón)     | Grupos           |
| Clausura 2019   | 2.Ascenso MX | 1.º (Campeón)     | Octavos de final |
| Apertura 2019   | 1.Liga MX    | 15.º              | Octavos de final |
| Clausura 2020   | 1.Liga MX    | 13.º              | Octavos de final |
| Guard1anes 2020 | 1.Liga MX    | 18.º              |                  |
| Guard1anes 2021 | 1.Liga MX    | 17.°              |                  |
| Apertura 2021   | 1.Liga MX    | 12.° (Repechaje)  |                  |
| Clausura 2022   | 1.Liga MX    | 10.° (Cuartos)    |                  |
| Apertura 2022   | 1.Liga MX    | 13.°              |                  |
| Clausura 2023   | 1.Liga MX    | 12.° (Cuartos)    |                  |
| Apertura 2023   | 1.Liga MX    | 7.° (Semifinales) |                  |
| Clausura 2024   | 1.Liga MX    | 13.°              |                  |
| Apertura 2024   | 1.Liga MX    | 6.° (Semifinales) |                  |
| Clausura 2025   | 1.Liga MX    | 15.°              |                  |

## Filial

### Club Atlético de San Luis Femenil
Es un equipo de fútbol femenino que participa en la Primera División Femenil de México. El equipo se fundó en 2019, después del ascenso del Atlético de San Luis a Primera División, ya que los requisitos modificados en este año incluyen tener un equipo femenil, esta escuadra disputa sus partidos en el Estadio Alfonso Lastras.

### Club Atlético de San Luis Premier
Equipo profesional filial del Club Atlético de San Luis, sin derecho al ascenso que participa en el Grupo 2 de la Serie A la Segunda División de México, su sede se encuentra en el Estadio Plan de San Luis en San Luis Potosí, S.L.P., en un inicio, el equipo tuvo su sede en la Unidad Deportiva 21 de Marzo, localizada en el municipio de Soledad de Graciano Sánchez.

## Fuerzas básicas
Las inferiores del equipo tendrá participación en el Apertura 2019 por el ascenso del primer equipo, esto debido al reglamento de la Liga BBVA MX, deberá cumplir con las categorías inferiores.
- Atlético de San Luis Sub-20
- Atlético de San Luis Sub-18
- Atlético de San Luis Sub-16
- Atlético de San Luis Sub-13

Atlético "B"
| Temporada | División           | Posición                   |
| --------- | ------------------ | -------------------------- |
| 2017/2018 | 5.Tercera División | 6.º GIX (Treintaidosoavos) |
| 2018/2019 | 5.Tercera División | 4.º GIX (Treintaidosoavos) |